# Симетрія

Симетрія широко використовується в геральдиці

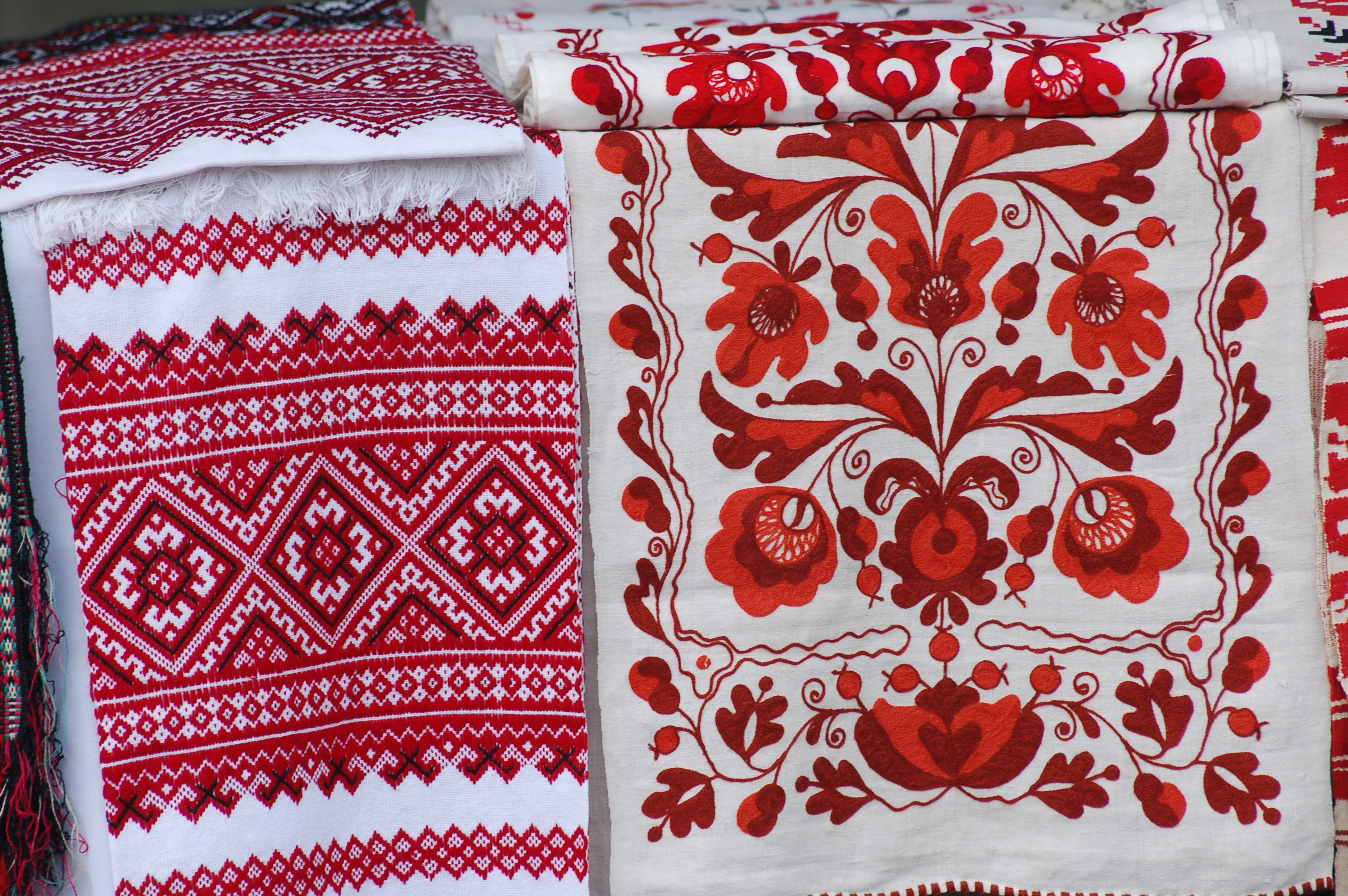
Симетричні структури в основі української вишивки

Симетрі́я (від грец. συμμετρεῖν — міряти разом) чи рівнобі́ччя — властивість об'єкта відтворювати себе при певних змінах, перетвореннях чи трансформаціях, які називаються операціями симетрії. Розрізняють симетрію тіл, симетрію властивостей і симетрію відношень.
Симетрія — передусім геометричне поняття, однак воно застосовується також щодо негеометричних об'єктів у математиці загалом, інших науках: фізиці, хімії, біології, і в інших галузях людської діяльності: філософії, естетиці, соціології, мистецтві тощо.
Відсутність симетрії називають асиметрією. З іншого боку, термін антисиметрія описує своєрідний вид симетрії.

## Витоки симетрії
Витоки поняття симетрії йдуть далеко в минуле до часів Вавилона, Стародавнього Єгипту й Стародавньої Греції. Вже у V-му столітті до н. е. великий філософ і геометр Піфагор вчив: «Число є сутністю усіх речей і організація Всесвіту в її визначеннях являє собою взагалі гармонійну систему чисел та їх відносин». Цим Піфагор хотів підкреслити найважливішу сторону побудови світу — це його впорядкованість, організованість, симетрію, а значить і красу. Однак аж до XIX-го століття симетрія як самостійний об'єкт дослідження не приваблювала вчених, вона представлялася як щось само собою зрозуміле, загальновідоме, що не підлягає вивченню. У XIX—XX століттях принцип симетрії набув суттєвого значення, особливо у фізиці й математиці.
Людська творчість у всіх своїх проявах тяжіє до симетрії. З цього приводу добре висловився французький архітектор Ле Корбюзьє. У своїй книзі «Архітектура ХХ століття» він писав: «Людині необхідним є порядок, без нього всі її дії втрачають узгодженість, логічний взаємозв'язок. Чим досконалішим є порядок, тим спокійнішою і впевненішою почувається людина. Вона робить умоглядні побудови, ґрунтуючись на порядку, який продиктований їй потребами її психіки, — це творчий процес. Творчість є актом впорядкування».

## Симетрія у геометрії
Геометрична фігура симетрична, якщо існують перетворення, при яких її точки змінюють своє розташування на площині або в просторі, однак фігура накладається сама на себе. Якщо частини такої фігури накладаються на інші частини, то ці частини називають симетричними між собою. В залежності від типу перетворень розрізняють різні види симетрії.

### Дзеркальна симетрія

Ілюстрація дзеркальної симетрії

Дзеркальною називається симетрія щодо операції відбиття відносно площини або, в планіметрії, лінії. У планіметрії цей тип симетрії називають осьовою.

### Симетрія обертання
Симетрією обертання називається симетрія щодо повороту на певний кут відносно певної лінії, яка називається віссю обертання. Якщо фігура симетрична щодо повороту на будь-який кут, її називають аксіально-симетричною. Прикладом аксіально-симетричної фігури є коло, а в тривимірному просторі — циліндр обертання.
Якщо фігура симетрична відносно повороту тільки на певні кути, тоді величина цих кутів визначається формулою {\displaystyle 2\pi /N}, де {\displaystyle N} — ціле число, оскільки при повороті на кут {\displaystyle 2\pi } фігура завжди накладається сама на себе. Відповідні осі обертання називають осями симетрії N-го порядку.

### Центральна симетрія

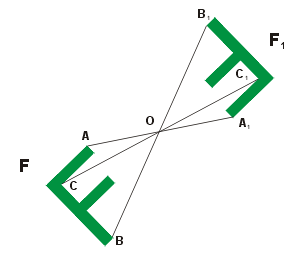
Ілюстрація центральної симетрії

Геометрична фігура має центральну симетрію щодо певної точки, яка називається центром симетрії, якщо для будь-якої точки фігури існує інша точка, розташована на лінії, що сполучає дану точку з центром, з іншого боку від центра на однаковій відстані.
У планіметрії, для двовимірної фігури, центральна симетрія еквівалентна існуванню осі обертання другого порядку, тобто симетрії щодо повороту на 180°. У стереометрії, для тривимірної фігури, центральна симетрія є симетрією щодо складеної операції — повороту на 180° щодо довільної осі, яка проходить через центр симетрії, та дзеркального відбиття в площині, перпендикулярній цій осі.

### Трансляційна симетрія
Трансляційною симетрією називають симетрію щодо паралельного перенесення у певному напрямку на певну відстань. Трансляційну симетрію мають ґратки. Граничним випадком трансляційної симетрії є однорідність простору. Однорідний простір накладається сам на себе при довільному зміщенні.

### Ковзна симетрія

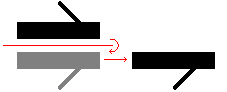
Приклад ковзної симетрії

Ковзна симетрія — комбінація відбиття відносно прямої і перенесення на вектор, паралельний до цієї прямої. Зміна порядку операцій дає такий же результат. Звідси, можна вважати відбиття окремим випадком ковзної симетрії з нульовим вектором паралельного перенесення.

## У математиці
Розділ математики, що вивчає загальні властивості операцій симетрії, називається теорією груп. Оскільки багато груп гомоморфні групі матриць, то загальні властивості симетрії конкретного математичного об'єкта часто зводяться до симетрії матриць.
Матриці, зокрема, можуть бути симетричними або кососиметричними щодо операції транспонування. Для матриць із комплексними елементами, ці поняття узалальнені як ермітові та косоермітові матриці.

## Симетрія у фізиці
| Симетрія у фізиці            | Симетрія у фізиці                 | Симетрія у фізиці            |
| Перетворення                 | Відповідна інваріантність         | Відповідний закон збереження |
| ---------------------------- | --------------------------------- | ---------------------------- |
| ⭥Трансляції часу             | Однорідність часу                 | …енергії                     |
| ⊠ C, P, CP і T-симетрії      | Ізотропність часу                 | …парності                    |
| ⭤ Трансляції простору        | Однорідність простору             | …імпульсу                    |
| ↺ Обертання простору         | Ізотропність простору             | …моменту імпульсу            |
| ⇆ Група Лоренца (бусти)      | Відносність Лоренц-коваріантність | …руху центра мас             |
| ~ Калібрувальне перетворення | Калібрувальна інваріантність      | …заряду                      |

Поняття симетрії відіграє велику роль у фізиці. Перш за все слід відзначити просторову симетрію, якою можуть характеризуватися фізичні об'єкти. Тут слід розрізняти симетрію щодо трансляції, симетрію щодо дзеркального відображення, симетрію щодо поворотів, гвинтову симетрію тощо. Особливим видом симетрії є ізотропність — незалежність властивостей фізичної системи від напрямку, однорідність — незалежність властивостей фізичної системи від точки простору.
Специфічним для фізики видом симетрії є інваріантність фізичних законів щодо вибору системи відліку, яка лежить в основі теорії відносності. Іншим видом симетрії, який зустрічається в фізиці є симетрія щодо заміни напрямку координатних осей, що лежить в основі принципу парності.
Симетрія властивостей квантовомеханічної системи щодо перестановки частинок місцями лежить в основі принципу нерозрізнюваності частинок.
Для багатьох фізичних систем також характерні свої особливі приховані типи симетрії. У фізиці елементарних частинок це, зокрема, калібрувальна інваріантність — симетрія частинок відносно певного типу перетворень, завдяки якій можна встановити внутрішню структуру у великій кількості відкритих фізиками елементарних частинок. Існують гіпотези симетрії між двома фундаментальними типами частинок: бозонами та ферміонами, які отримали назву суперсиметрії.
За теоремою Нетер кожній симетрії фізичної системи відповідає інтеграл руху. Внаслідок цього симетрії Всесвіту пов'язані із законами збереження.
Незважаючи на важливість симетрії у фізичних процесах, світ, у якому ми живемо, в певних аспектах суттєво несиметричний. Наприклад, у відомому нам Всесвіті існує перевага частинок над античастинками. Ця асиметрія виникла на ранніх етапах розвитку Всесвіту під час баріогенезису та лептогенезису. Її причини досі ще не зрозумілі. Слабка взаємодія несиметрична відносно хіральності, тобто правозакрученості й лівозакрученості частинок, зокрема, нейтрино. Сучасні фізичні теорії намагаються пояснити виникнення такі явища спонтанним порушенням симетрії.
Інша суттєва асиметрія у фізиці пов'язана зі «стрілою часу», тобто з тим, що Всесвіт рухається від минулого до майбутнього. Ця асиметрія щодо заміни напрямку часу проявляється у другому законі термодинаміки, твердженні про неспадання ентропії в ізольованих системах.

## Симетрія в біології

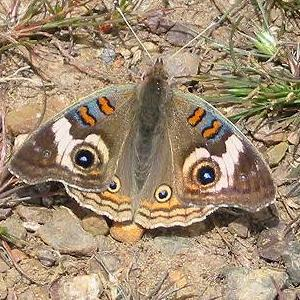

Симетричність — найважливіша характеристика будови тіла тварин, це властивість організму складатися із частин, які дзеркально повторюються і розташовані уздовж уявної площини, що проходить крізь тіло. Тип симетрії визначає не лише загальну будову тіла, а можливість розвитку систем органів тварини. Якщо тіло тварини можна уявно поділити на дві половини, праву та ліву, то таку тварину називають двобічносиметричною. Цей тип симетрії властивий переважній більшості видів тварин, а також людині. Якщо тіло тварини можна уявно поділити не однією, а кількома площинами симетрії (уявними дзеркалами) на рівні частини, то таку тварину називають радіально-симетричною. Цей тип симетрії трапляється значно рідше. Радіально-симетричні тварини мають простішу будову, пересуваються повільно — повзанням. У таких тварин відсутні високорозвинені органи чуття та складні системи органів. Незначна їх рухливість, пасивний спосіб життя не сприяють розвитку систем органів і вдосконаленню нервової регуляції організму.
Актиноморфія (від дав.-гр. ἀκτίς («actis») — промінь і μορφή («morphe») — форма, лат. actinomorphia) — явище, коли через орган можна провести не менше двох площин симетрії.
Зигоморфія (від дав.-гр. ζυγόν («zygon») — ярмо і μορφή («morphe») — форма, лат. zygomorphia) — явище, коли через орган можна провести лише одну площину симетрії.
Асиметрія (лат. asymmetria) — явище, коли через орган не можна провести жодної площини симетрії.

## Симетрія у хімії

Молекула формальдегіду та елементи її симетрії

Молекулярна симетрія — властивість будови молекул, яка проявляється в тому, чи можна які-небудь частини молекули поміняти місцями без зміни її вигляду у цілому. Якщо так, то молекула є симетричною, а такі частини є еквівалентними за симетрією.
Існує чотири способи суміщення еквівалентних частин молекули, що називають операціями симетрії.
1. Просте повертання навколо осі, що проходить через молекулу на кут {\textstyle 2\pi /n}. Цю операцію називають власним обертанням і позначають Cn. Очевидно, що якщо її повторити n разів, молекула, пройшовши усі положення, повернеться до початкової орієнтації.
2. Відбиття усіх атомів у площині, що проходить через молекулу. Цю операцію називають відбиттям і позначають σ.
3. Відбиття усіх атомів через центр молекули. Цю операцію називають інверсією і позначають i.
4. Комбінація у довільному порядку обертання молекули навколо осі, що проходить через молекулу, на кут {\textstyle 2\pi /n} і відбиття всіх атомів у площині, яка є перпендикулярною до осі обертання, називають невласним обертанням і позначають Sn
Симетрія молекул відіграє фундаментальну роль в молекулярній спектроскопії, дозволяє проводити класифікацію рівнів енергії молекул, визначити правила відбору для молекул, істотно спростити аналітичні і числові розрахунки внутрішніх енергій та імовірностей переходів молекул. Поняття молекулярної симетрії, що застосовується на молекулярному рівні, зазвичай не враховує знаки ядерних спінів, істотних в явищах ядерного магнітного резонансу.

## Симетрія у кристалографії
Симетрія у кристалографії — закономірність у розташуванні граней, ребер і вершин кристала, завдяки якій він має кілька рівних частин. Площини, прямі, точки, якими користуються для виявлення симетрії кристалів, називають елементами симетрії.
Найпростішими елементами симетрії є площина, що ділить кристал на дві дзеркально рівні частини, і вісь — пряма лінія, при повертанні навколо якої кілька разів повторюються рівні частини кристала. Повна сукупність елементів симетрії скінченної фігури називається видом симетрії. Доведено, що в кристалографії можливі 32 види симетрії, які об'єднуються у 7 сингоній.

## Симетрія в архітектурі та мистецтві

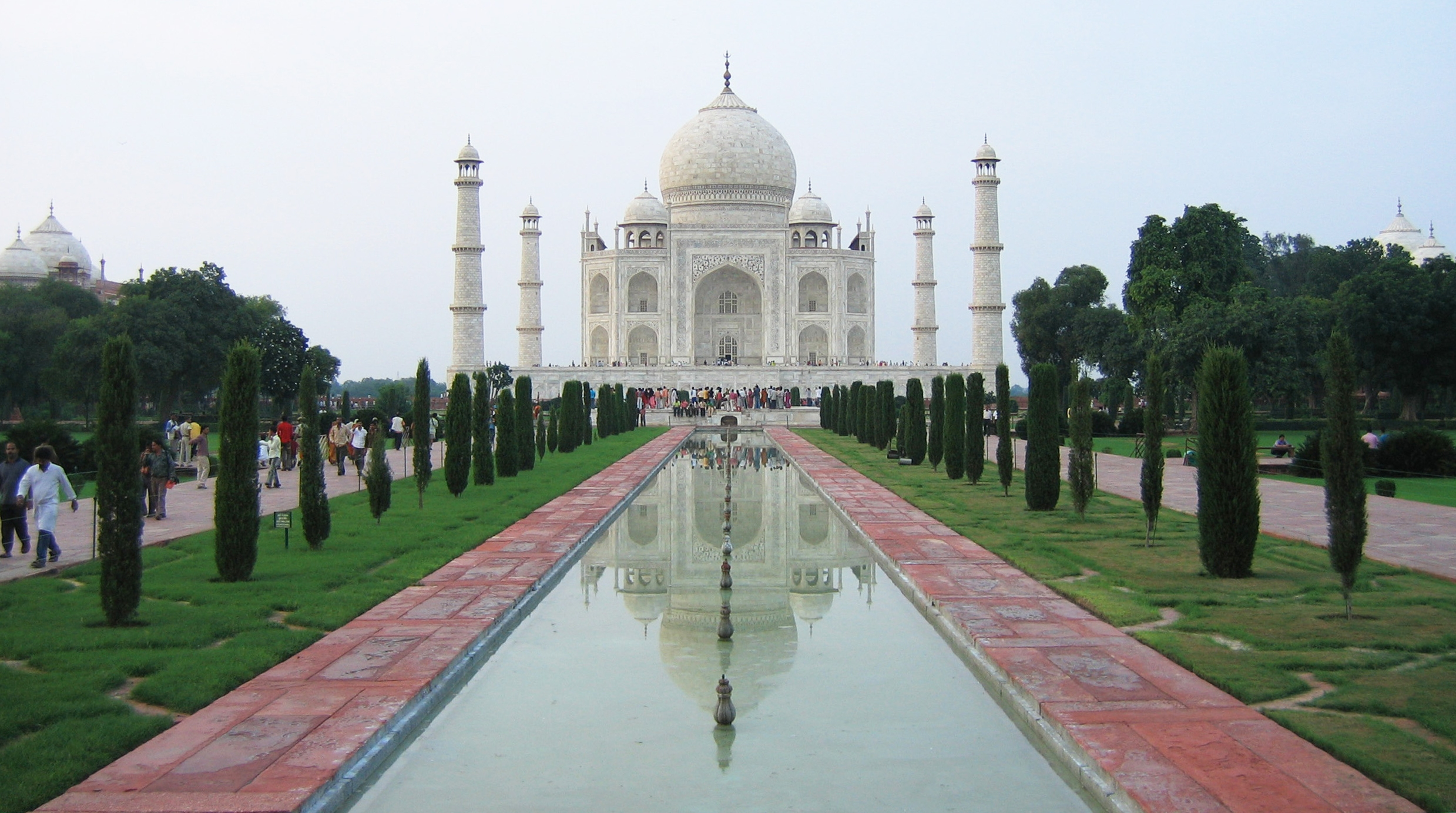
Симетрія мавзолею Тадж Махал

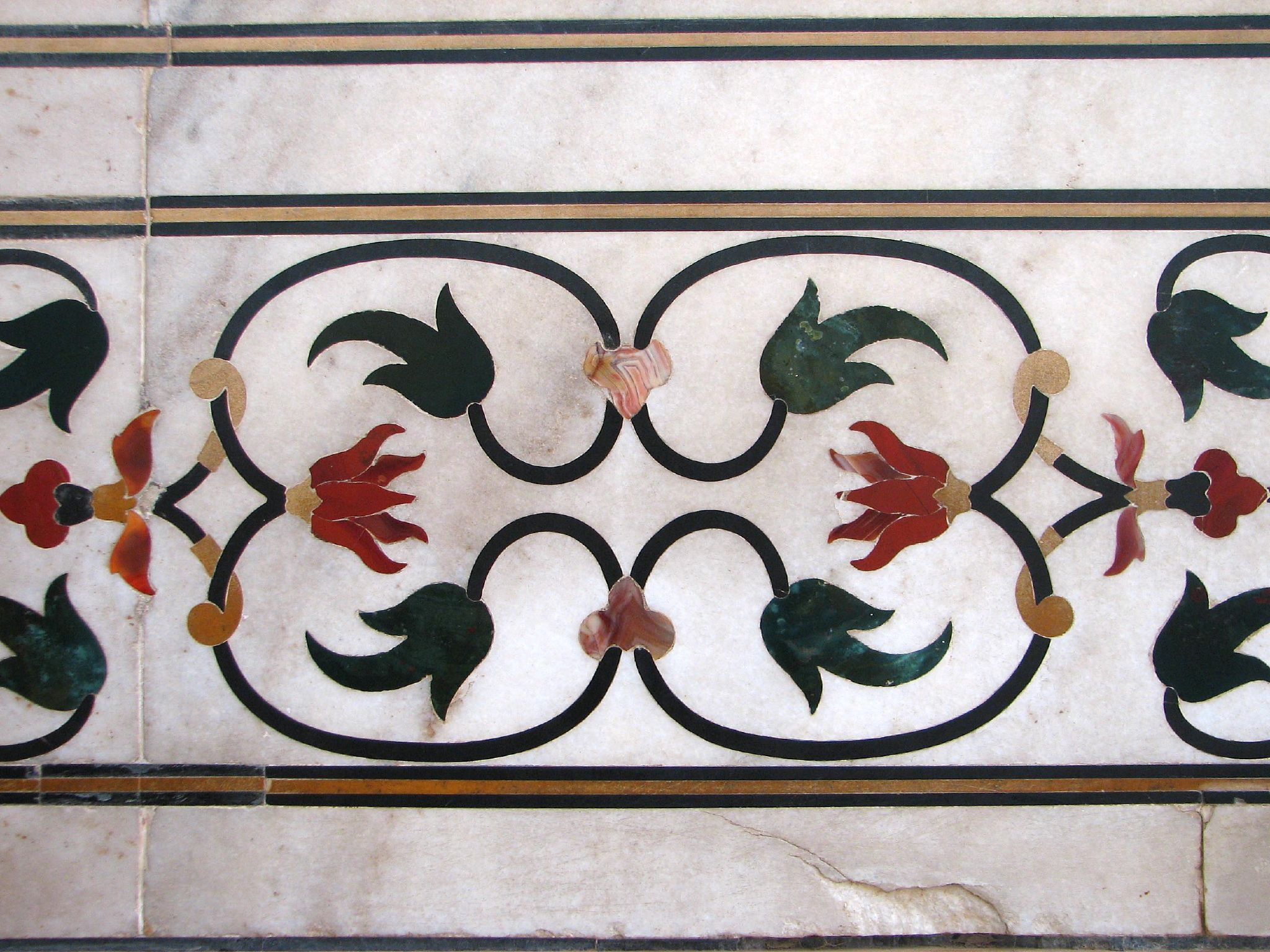
Фрагмент оздоблення мавзолею Тадж Махал

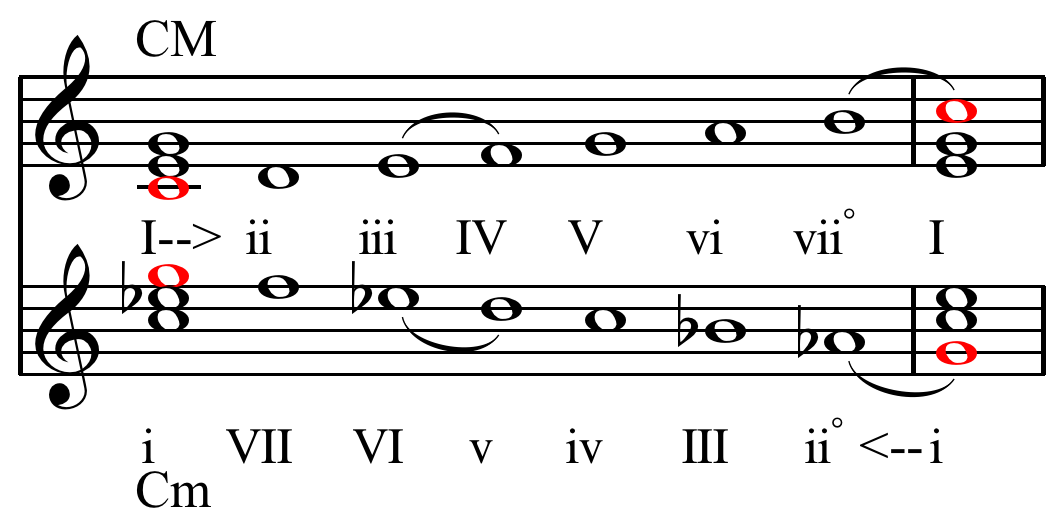
Симетрія мінорного і мажорного ладів у музиці

Симетрія — один з видів гармонійної композиції в архітектурі та мистецтві. Симетрія є одним з важливих засобів досягнення єдності і художньої виразності композиції в художньому проектуванні. Вона притаманна творам архітектури (властива споруді в цілому або її частині та окремим деталям) і декоративно-ужиткового мистецтва. Використовується також як основний прийом побудови бордюрів і орнаментів. Використовуються дзеркальна, осьова, гвинтова, променево-гвинтова симетрії.
Найпоширенішою в архітектурі є дзеркальна симетрія. Їй підпорядковані споруди Стародавнього Єгипту і храми античної Греції, амфітеатри, терми, базиліки і тріумфальні арки римлян, палаци і церкви Ренесансу, так само як і численні споруди сучасної архітектури.
Ісламські будівлі такі як Тадж Махал чи Мечеть шейха Лютфулли є прикладом комплексного використання симетрії як у конструкції, так і в орнаментації. Мавританські будівлі, такі як архітектурно-парковий ансамбль Альгамбра, прикрашені складними візерунками, виконаними з використанням віддзеркалень та обертань.
Принцип симетрії дуже часто використовується спільно з принципом «золотого перетину». Таким прикладом може слугувати картина Рафаеля «Заручини Марії» (1504) або мозаїка Пенроуза.
Симетрія займає чільне місце у композиціях творів прикладного мистецтва, таких як вишивка чи різьблення по дереву, де знайшли застосування осьова, центральна, трансляційна та ковзна види симетрії.
У літературній творчості симетрія спостерігається у формах паліндромів — слові, числі, наборі символів, словосполученні або віршованому рядку, що однаково читається в обох напрямках (зліва направо та справа наліво).
Приємне звучання в музиці нерідко зумовлене симетричністю мелодії. У музиці є багато моментів, пов'язаних із симетрією, у першу чергу — це нотна нотація.:
- сам нотний стан є симетричним;
- є симетрія мажорного та мінорного ладів;
- зустрічаються фрагменти музичних творів із розташуванням нот на нотному стані за певними видами симетрії, а саме[14]:
  - ракохідний рух — симетрія відносно площини, перпендикулярної до нотного стану;
  - обернення інтервалу — виходить із звукової послідовності, яка зазнає дзеркального відбиття у площині, паралельній до середньої лінії нотного стану;
  - ракохідне обернення — відбиття у дзеркальній частині змінюється на протилежну спрямованість звукового ряду за висотою;
  - трансляційний вид симетрії — музична фраза (мелодія чи крупніші фрагменти твору) повторюється, залишаючись незмінною;
  - ракохідне обернення із дзеркальним відбиттям — при цьому нотний аркуш можна повернути на 180° але мелодія залишиться незмінною.

Одним з перших поняття симетрії у музиці запровадив російський і радянський музичний діяч Е. К. Розенов. В кінці XIX століття, аналізуючи твори Й. С. Баха він зробив висновок, що в них «панують закон золотого перетину і закон симетрії».

## Симетрія у соціальних взаємодіях

Симетрія у релігійних символах:
ряд 1. християнському, юдейському, даосистському;
ряд 2. Ісламському, буддистському, синтоїстському;
ряд 3. сикхському, бахаїстському, індуїстському

Можна спостерігати симетричну природу соціальних взаємодій, які часто поєднуються і з асиметричними впливами у різних контекстах. Об'єктивною основою соціальної взаємодії є спільність чи розбіжність інтересів, близьких чи віддалених цілей, поглядів. Ці взаємодії містять у собі оцінювання взаємності, співпереживання, симпатії, докору, діалогу, поваги, справедливості чи помсти. Рефлексивна рівновага є балансом, що може бути досягнутий через дорадче взаємне коригування між основними принципами і конкретними прийнятими рішеннями. Симетричні взаємодії посилають сигнали «ми всі однакові» в той час як асиметричні взаємодії виражають думку «Я є винятковим; кращим ніж ти». Рівноправні відносини, наприклад, що можуть регулюватися золотим правилом моралі, ґрунтуються на симетрії, в той час як силові відносини (відносини примусу) базуються на асиметрії. Симетричні відносини можуть до певної міри підтримуватись простими стратегіями (теорія ігор)  як у симетричних іграх, таких як стратегії «зуб за зуб» («око за око»).
Припускається, що тенденція людей бачити мету в симетрії, є однією з причин, чому симетрія часто є невід'ємною частиною символів світових релігій. Деякі з багатьох прикладів, зображені на малюнку праворуч.